# Neofibularia
Neofibularia is een geslacht van sponsdieren uit de klasse van de Demospongiae (gewone sponzen).

## Soorten
- Neofibularia chinensis Pulitzer-Finali, 1982
- Neofibularia hartmani Hooper & Lévi, 1993
- Neofibularia irata Wilkinson, 1978
- Neofibularia mordens Hartman, 1967
- Neofibularia nolitangere (Duchassaing & Michelotti, 1864)